# Piazza De Ferrari

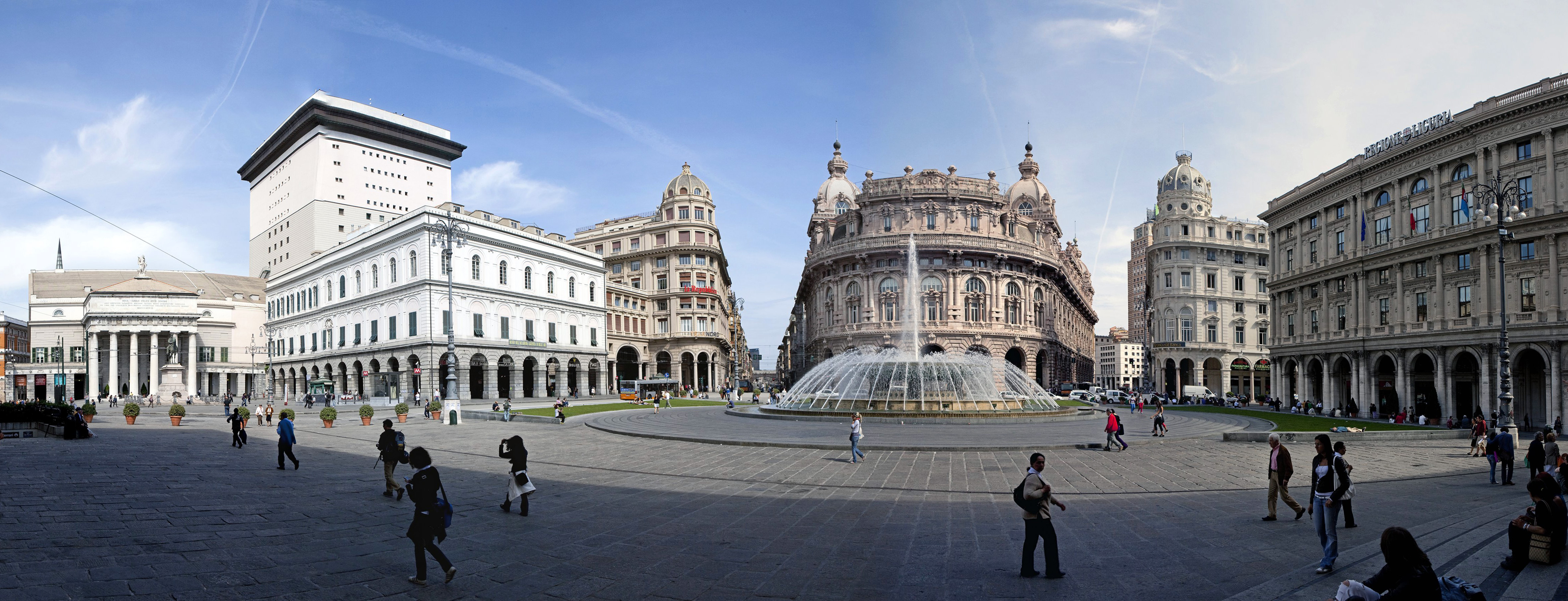
Piazza de Ferrari mit der Via XX Settembre (links) und der Via Dante (rechts)

Die Piazza de Ferrari ist ein Platz im Zentrum der italienischen Stadt Genua. Mit ihrem monumentalen Springbrunnen stellt sie die Agora Genuas dar.
Anlässlich der Kolumbusfeierlichkeiten 1992 wurde der Platz großflächig restauriert, jedoch ohne von der Konzeption, aus dem Jahre 1936, des Architekten Giuseppe Crosa di Vergagni für den Brunnen abzuweichen.
Von der Piazza de Ferrari gehen einige der wichtigsten Straßen Genuas ab (beispielsweise die Via XX Settembre in Richtung Levante). Der Platz selbst ist auf einer leichten Anhöhe gelegen und ist durch die historische Altstadt (Centro Storico) vom Yachthafen Porto Antico getrennt. In Richtung Ponente (Westen) öffnet er sich in die Nobelstraßen Via Roma und Via XXV Aprile. An dieser Seite ist ebenfalls das Opernhaus Carlo Felice gelegen.

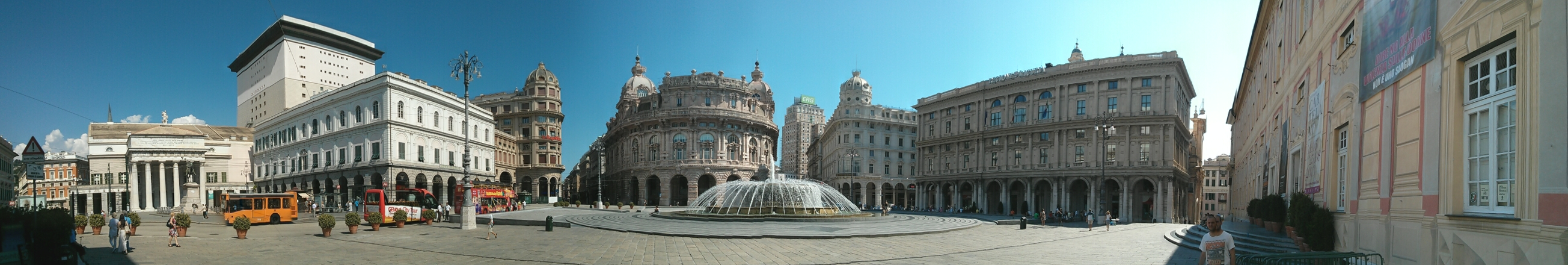

## Historische Gebäude
An der Piazza de Ferrari sind einige historisch wertvolle Gebäude gelegen:
- der Palazzo Ducale, dessen Haupteingang sich jedoch an der Piazza Matteotti befindet
- der Palazzo della Regione Liguria (ehemals Palazzo Italia di Navigazione)
- der Palazzo dell’Accademia Ligustica di Belle Arti
- das Opernhaus Teatro Carlo Felice mit der Reiterstatue von Giuseppe Garibaldi
- der Palazzo della Nova Borsa Valori
- der Palazzo del Duca di Galliera, ehemaliger Wohnsitz von Raffaele de Ferrari, dem Namensgeber des Platzes